# Song So Hee

Song So Hee (송소희, født 20. oktober 1997) er en sanger af traditionel koreansk gugak (traditionel musik), Mihn-Yoh 민요 (民謠).

## Karriere
Song begyndte at optræde da hun var 5 år gammel. Hun vandt National Sijo Contest i 2004, og i 2008 førstepræmien i "The National Singing Contest", (et KBS show) i 2008. Hun har specialiseret sig i Mihn-Yoh 민요 (民謠), gamle folkesange af den koreanske arbejdsklasse. Mihn-Yoh er speciel, fordi teksterne er blevet overleveret gennem generationer fra arbejderklassen Korea,[kilde mangler] og det anses for at være talerør for folket.[kilde mangler]
Hendes forældre har ikke en musikalsk baggrund: mens hun var barn, arbejdede de begge i restauranter for at tjene til livets ophold, og hendes fader tog et andet job med at levere aviser tidligt om morgenen for at finansiere hendes sangundervisning, som hun begyndte i en alder af fem år.
I 2010 valgte regeringen hende som "årets bedste koreaner" (Best Korean of the Year), en årlig pris for en person, der har prydet og beriget nationen.
Hun sang folkesangen "Arirang" i marts 2010 ved afslutningsceremonien for det paraolympiske vinter-OL i Sochi i 2014.
Den 26. juli 2014 vandt hun Immortal Songs 2 (en musikalsk konkurrence arrangeret af KBS).